# Calle de la Concepción Jerónima

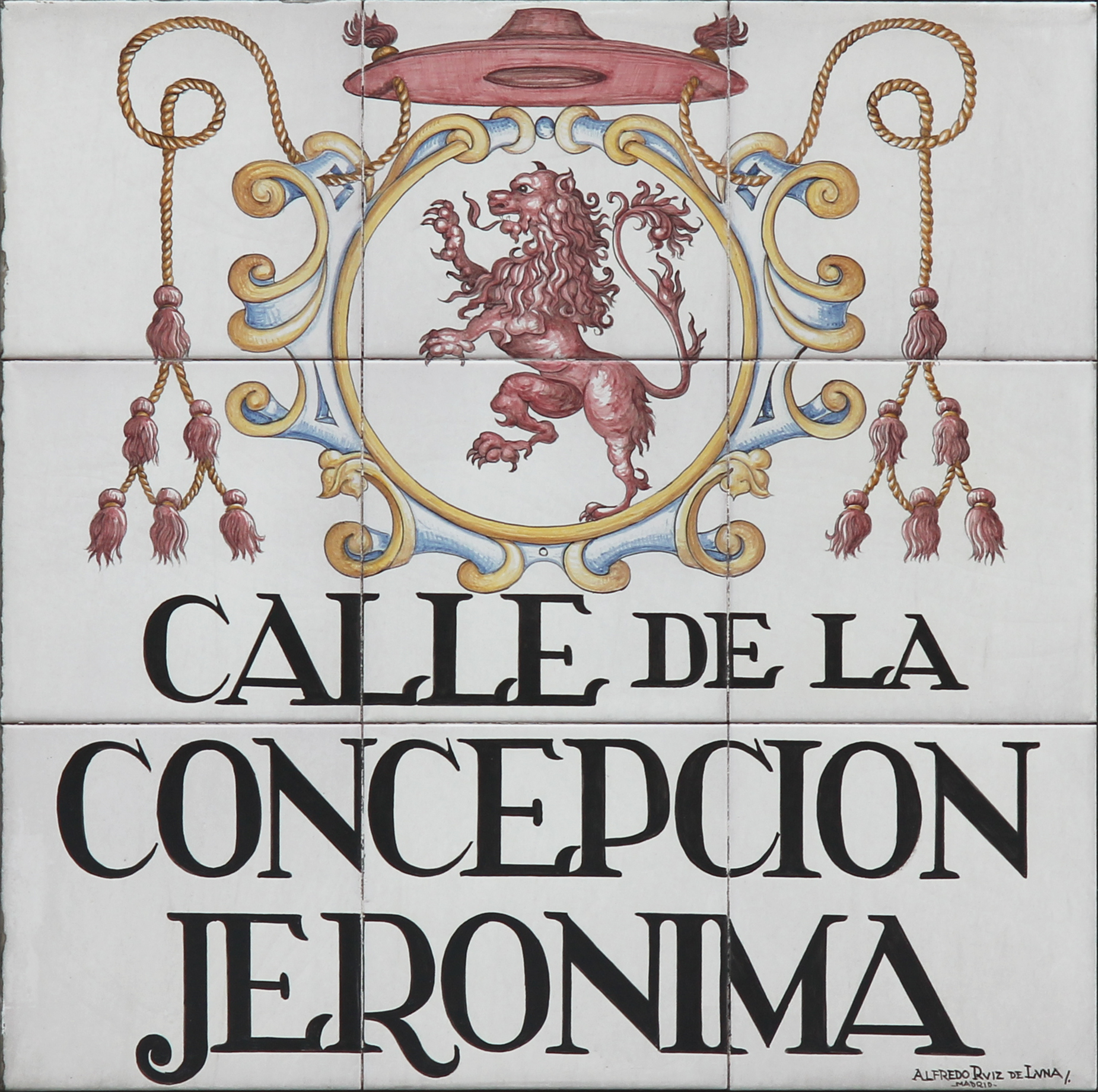
Letrero de azulejos del callejero histórico de Madrid, obra del ceramista Alfredo Ruiz de Luna.

La calle de la Concepción Jerónima es una vía del barrio de los Austrias en el casco histórico de la ciudad española de Madrid. Debe su nombre al convento de dicha orden que existió en sus inmediaciones entre el inicio del siglo XVI y 1890. Corre desde la calle de Atocha hasta la plaza de Segovia Nueva y en su trazado se encuentra el callejón de la Concepción Jerónima, breve travesía sin salida.
Figura en el plano de Teixeira (1656) con doble denominación, llamándose calle de Barrionuevo el tramo inicial, entre Atocha y Conde Romanones, y con un único nombre en el plano de Espinosa (1769).
En ella tuvo casa madrileña Diego Velázquez, y estuvo durante casi un siglo la cárcel de Corte. Asimismo, en el local del Coliseo Imperial se adaptó el primer cine estable de Madrid, en 1905.

## Edificios

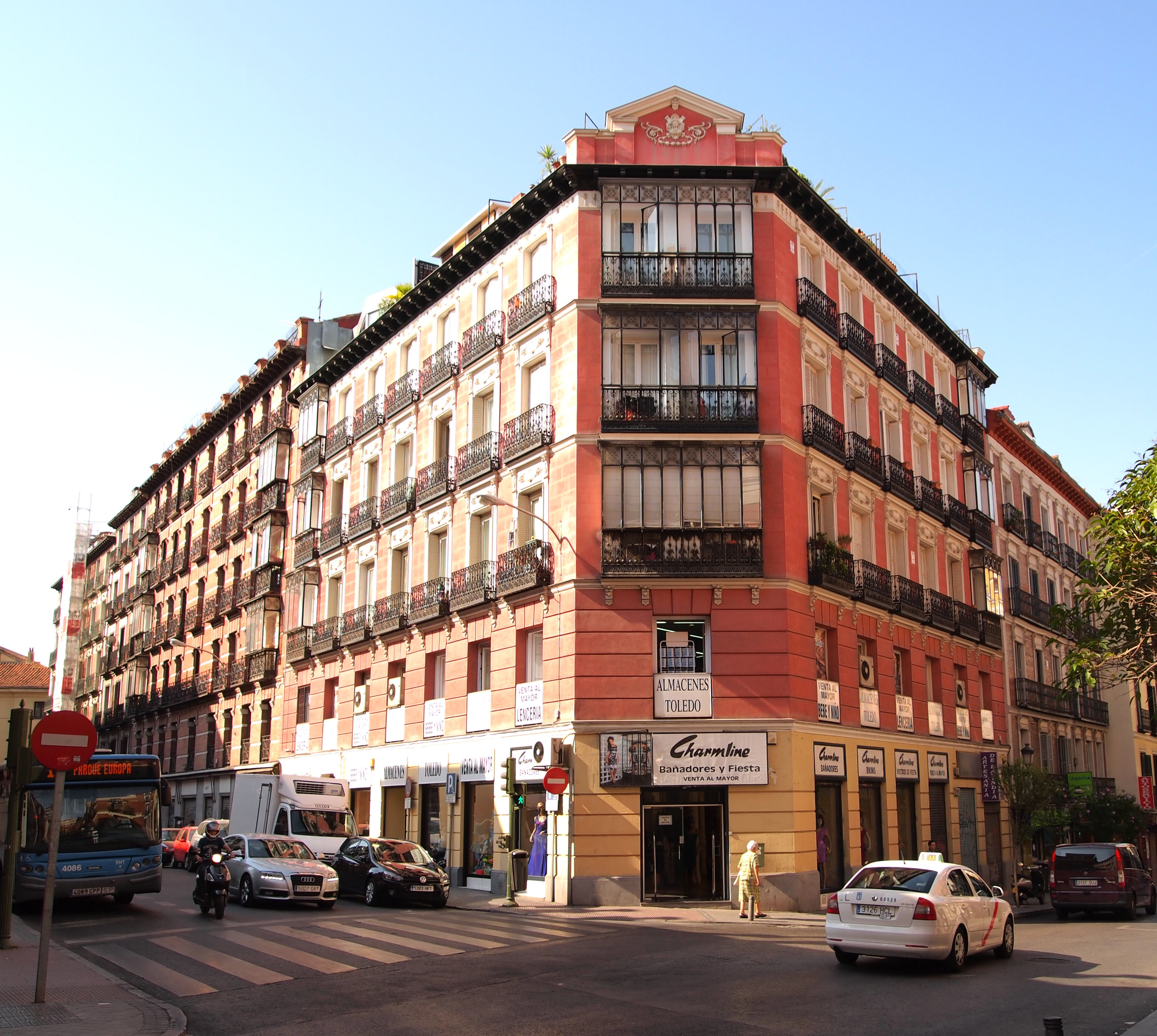
Chaflán con balcones acristalados y rejería de forja en el edificio de viviendas en la esquina con la calle del Duque de Rivas, en la zona que entre 1509 y 1890 ocupó el antiguo convento de la Concepción Jerónima.

Además de conservar uno de los imponentes costados del Palacio de Santa Cruz, sede del Ministerio de Asuntos Exteriores y de Cooperación y singular muestra de la arquitectura emblemática madrileña de edificios administrativos firmada por Pedro Muguruza, la calle de la Concepción Jerónima guarda memoria de muy diversas y curiosas construcciones (buena parte de ellas ya desaparecidas).

### La viña que se hizo convento
A finales del siglo XV ocupaba parte del espacio en el que luego se trazaría esta calle una viña propiedad de Francisco Ramírez de Madrid, esposo de Beatriz Galindo, preceptora de los hijos de los Reyes Católicos. Dama "tan culta como piadosa", convenció a su marido de que talara la plantación para construir y acoger allí una congregación de monjas jerónimas (que los franciscanos habían impedido que se levantase junto al convento de monjas franciscanas de la plaza de la Cebada, no ha quedado claro si por competencia espiritual o por posible acoso monjil). Mesonero Romanos lo expone así:

...la Concepción Jerónima tomó su nombre del antiguo monasterio de monjas jerónimas de la Concepción de Nuestra Señora, fundado en 1504 por la célebre doña Beatriz Galindo, llamada la Latina, camarera mayor y maestra de la reina doña Isabel la Católica, quien le colocó primero contiguo al hospital que ella y su marido Francisco Ramírez general de artillería de los Reyes Católicos, habían fundado esquina de la plaza de la Cebada; hasta que, a consecuencia de un reñido pleito con el guardián de San Francisco, se vio precisada a trasladar las monjas a las casas propias del mayorazgo de su marido.

En la iglesia de la nueva fundación se depositaron dos de los varios sepulcros que encargó la Galindo de estilo renacentista plateresco, en uno de ellos se enterró a Ramírez de Madrid, en tanto que los restos mortales de la ilustre maestra se enterraron bajo el altar del coro alto, donde permanecieron hasta su traslado al nuevo recinto monacal del barrio de Salamanca, ya a finales del siglo XIX.
Recoge Pedro de Répide dos curiosas noticias de este antiguo monasterio. Una, las misteriosas revelaciones que profesando en él sufría sor Catalina de Nazaret, durante el reinado de Felipe II. La otra habla de la existencia del Cristo de los Traperos, imagen de la cofradía de ese nombre que periódicamente "celebraba reunión solemne con el producto de la venta de las colas de los caballos que morían en la plaza de toros".

### La cárcel de Corte
Otro edificio, también de origen religioso, pero que acabó en espacio siniestro, fue la llamada cárcel de Corte o cárcel pública de la Villa. La trasformación del espacio se produjo cuando los habitantes de la que fuera "Casa y oratorio de clérigos misioneros titulados del Salvador" se trasladaron al noviciado de los jesuitas, en la calle Ancha de San Bernardo, a la extinción de dicha compañía en 1767.

### El primer cine de Madrid
Ha quedado reiterada noticia de que en el pretencioso aunque modesto Coliseo Imperial, construido en esta calle como local de espectáculos varios, se emplazó en 1905 un cinematógrafo, el primero de los instalados con carácter fijo en un edificio de mampostería; pues hasta ese momento, las proyecciones del nuevo invento se realizaban en carpas desmontables o precarios barracones de madera.

### La imprenta municipal

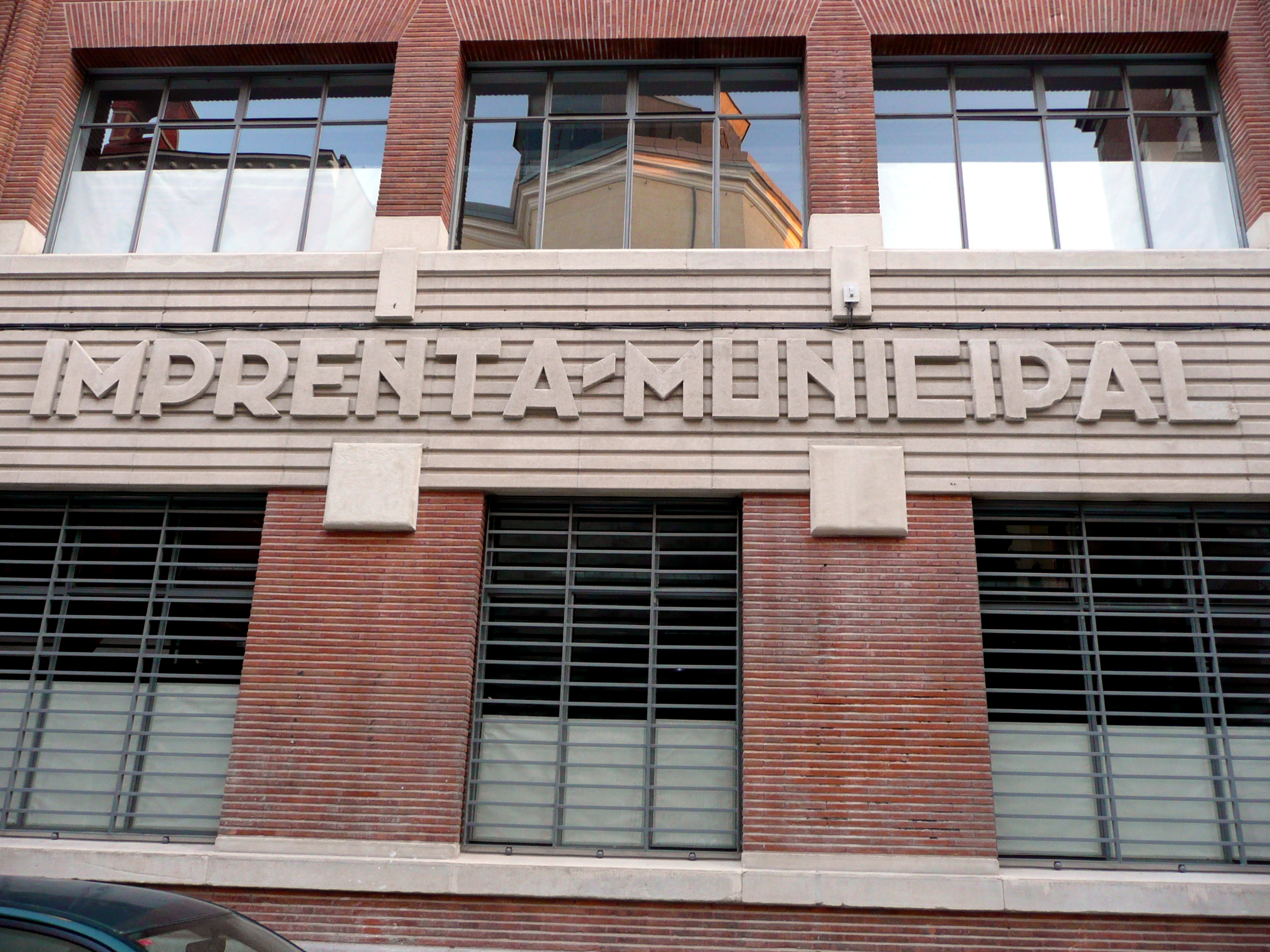
Fachada de la Imprenta Municipal.

Impulsada por la importante presencia de los trabajadores de artes gráficas en la Segunda República Española, la Imprenta Municipal de Madrid quedó materializada en el edificio que se conserva en el número 15 de esta calle. Proyectado y construido entre 1931 y 1933, por los arquitectos Francisco Javier Ferrero Llusiá y Luis Bellido, ya en 1955, Lucio Oñoro amplió las instalaciones tomando el espacio de un solar colindante, respetando la estructura y fachada de la obra original y presentando un edificio de tres plantas de altura con entrada por Concepción Jerónima.

## Ilustres vecinos

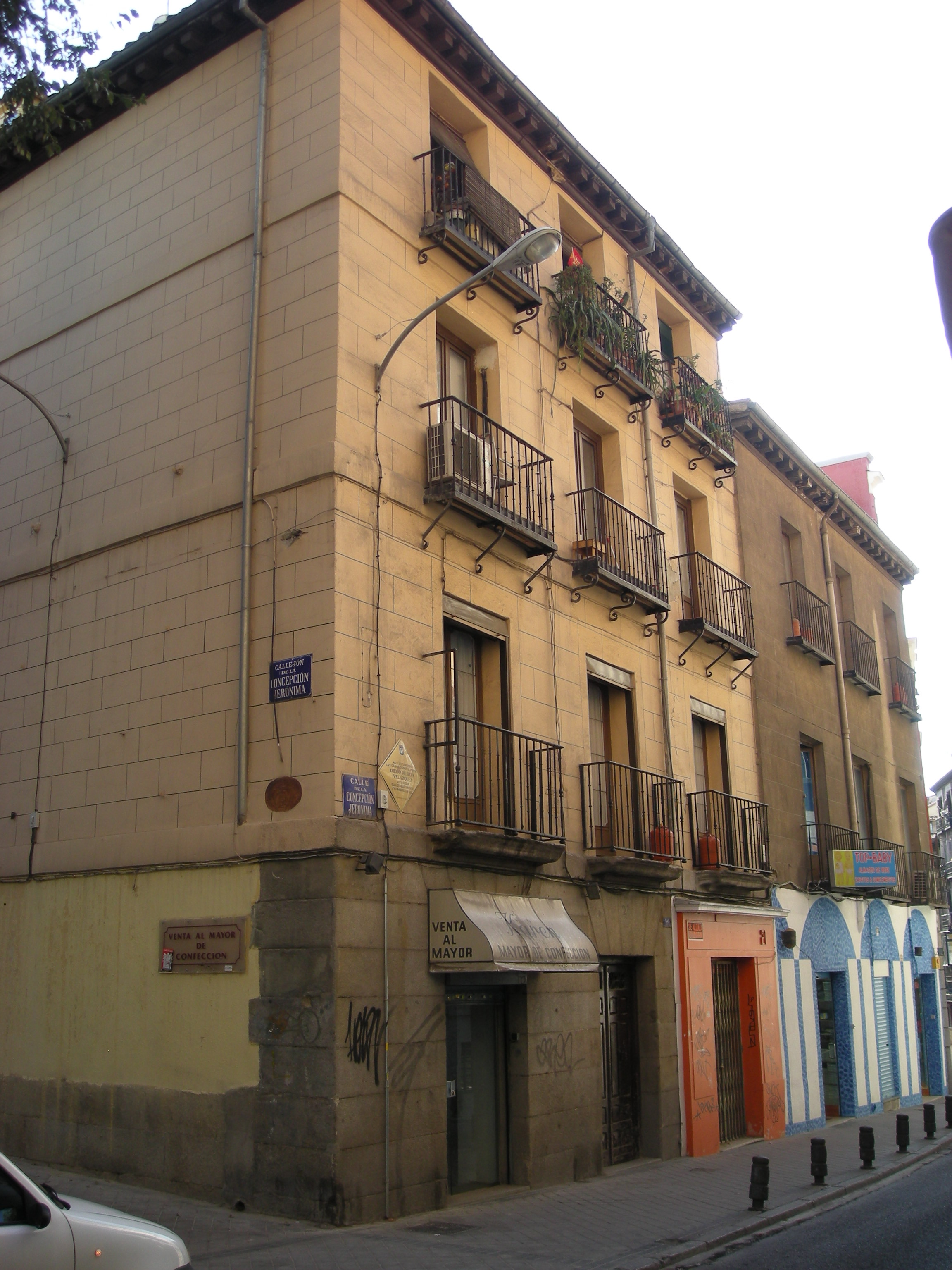
Una placa en el edificio que hace esquina con el callejón de la Concepción Jerónima recuerda que en ese solar tuvo su casa en Madrid el pintor Diego Velázquez, a partir de 1623.

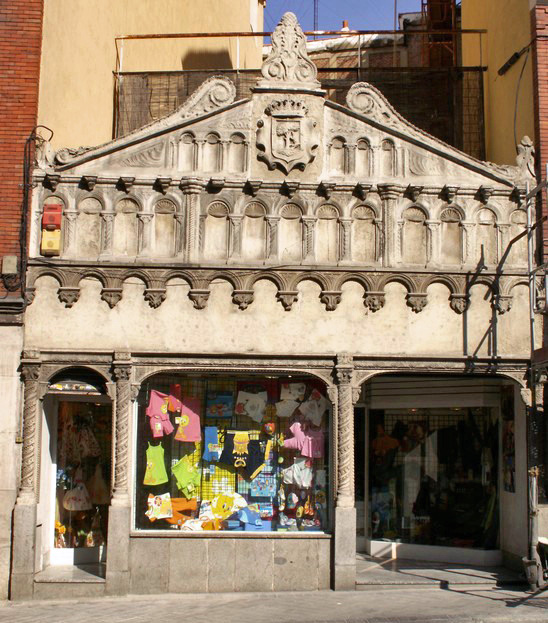
Tienda en el número 20 de la calle Concepción Jerónima, con la fachada del antiguo almacén de mármoles Molina. Demolido el edificio de finales del (obra de José Urioste y Velada), hubo que restituir la fachada, protegida por el Plan General municipal.

Tuvo el honor esta vía, cuando no pasaba de calleja en el Madrid de Felipe III de España, de acoger en una de sus antiguas casas —hoy ya perdida— a Diego Velázquez y su familia.
Otro ilustre vecino, polémico por sus resoluciones municipales, fue el corregidor José Marquina, que tuvo casa en el número 7 (31 antiguo) de Concepción Jerónima, conocida como 'casa de Tineo', o 'de Marquina'. En ella vivía Marquina, cuando el 19 de marzo de 1808, y por contarse entre los amigos del depuesto Príncipe de la Paz Manuel Godoy, fue asaltada su vivienda por la irascible turba tradicionalista que no podía perdonarle el edicto que ordenó la retirada de las muchas cruces que entorpecían el tráfico de carruajes en las estrechas 'encrucijadas' del viejo Madrid, amen de las erigidas en otros lugares públicos (y que con no menos tradición solían ser tribuna de poco respetuosas actividades o lugar de cita para aún menos piadosos encuentros).
También tuvo comercio en esta calle Enrique Arévalo, discípulo de Mariano Benlliure, casado con la periodista y feminista Eulalia Vicenti, hija de Alfredo Vicenti.